# Melanelia subglabra
Melanelia subglabra är en lavart som först beskrevs av Räsänen, och fick sitt nu gällande namn av Essl. Melanelia subglabra ingår i släktet Melanelia och familjen Parmeliaceae.   Inga underarter finns listade i Catalogue of Life.